# スズキジュンペイ
スズキ ジュンペイ（1981年4月13日 - ）は、日本の元俳優。
愛知県出身。身長178cm、体重62kg。旧芸名は鈴木淳評（読み同じ）。

## 出演

### テレビ
- めざましテレビ（フジテレビ）
- 女医・優〜青空クリニック〜（フジテレビ）
- 恋する!?キャバ嬢（テレビ東京）
- 大河ドラマ 篤姫（NHK） - 桂小五郎（木戸孝允） 役

### 映画
- カミュなんて知らない
- 樹の海 JUKAI
- チルソクの夏 - 安大豪（안대호） / 安仁植（안인식） 2役
- テニスの王子様 - 宍戸亮 役

### 舞台
- 元禄仇討ち裏事情 それぞれの忠臣蔵
- ムーンカクテルにお願い

### CM
- 京セラ　「世界の空に京セラのソーラー」 国内篇 / 海外篇（2008年）

アミノサプリ グリーン